# Caconemobius varius
Caconemobius varius Gurney e Rentz, 1978 è un insetto ortottero appartenente alla famiglia Gryllidae, endemico della grande isola di Hawaii. È stato scoperto nei tunnel di lava Kaumana, sul Mauna Loa, e Kazumura, sul Kīlauea.

## Descrizione
Grillo di piccole dimensioni, privo di ali. Per il suo adattamento ad habitat sotterranei, ha occhi che percepiscono la luce, ma non il movimento.

## Distribuzione e habitat
Caconemobius varius è endemico della grande isola di Hawaii, di cui ha colonizzato vari tunnel di lava. È stato osservato nelle grotte Kaumana, sul Mauna Loa, e Kazumura, sul Kīlauea. Si tratta di ambienti umidi, alcune porzioni delle quali mantengono una completa oscurità anche di giorno.